# Folignano

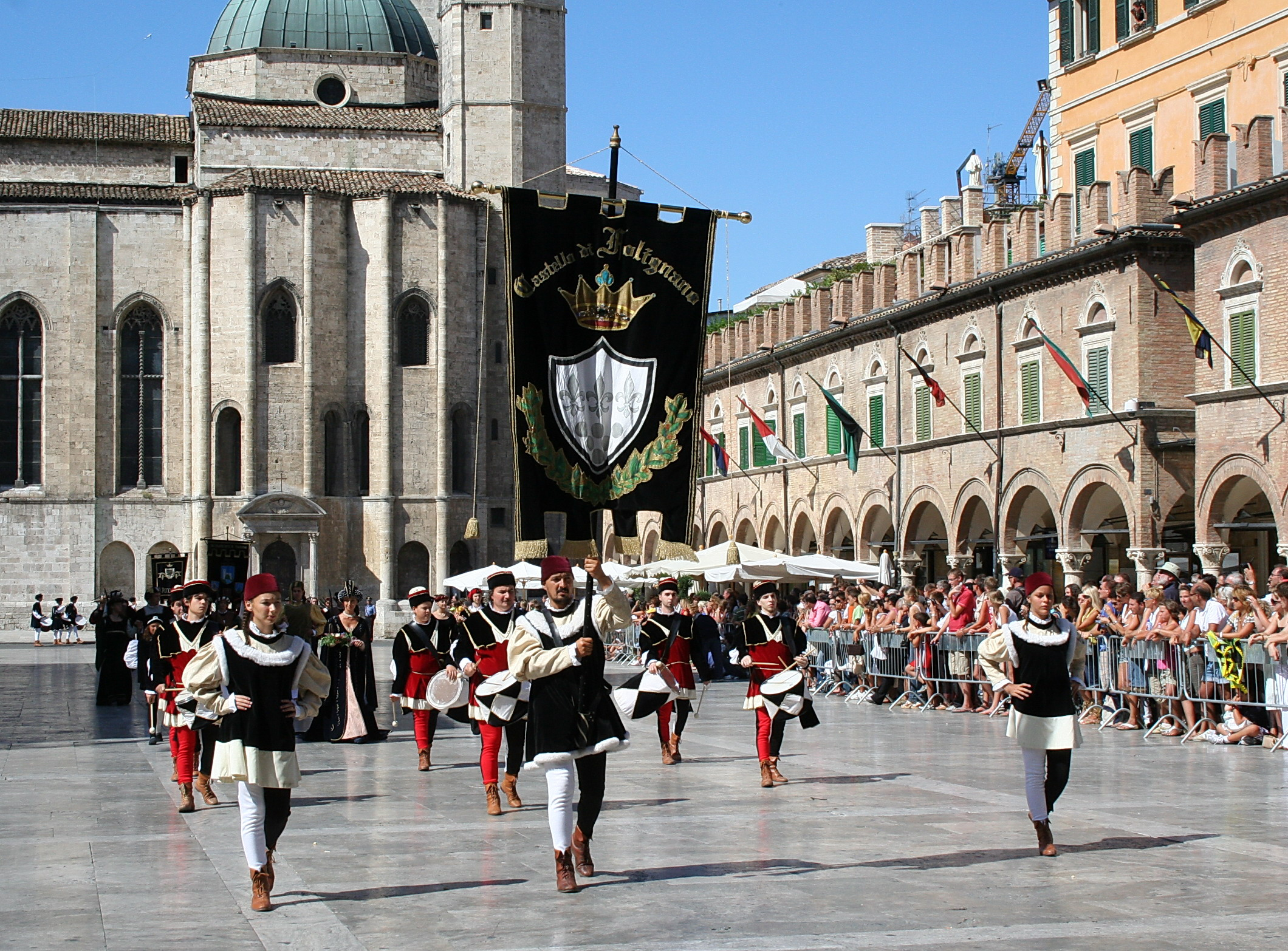
Centrum van Folignano

Folignano is een gemeente in de Italiaanse provincie Ascoli Piceno (regio Marche) en telt 9214 inwoners (31-12-2004). De oppervlakte bedraagt 14,8 km², de bevolkingsdichtheid is 623 inwoners per km².
De volgende frazioni maken deel uit van de gemeente: Castel Folignano, Villa Pigna, Piane di Morro, Case di Coccia.

## Demografie
Folignano telt ongeveer 3093 huishoudens. Het aantal inwoners steeg in de periode 1991-2001 met 9,5% volgens cijfers uit de tienjaarlijkse volkstellingen van ISTAT.
| Jaar | Inwoneraantal |
| ---- | ------------- |
| 1991 | 8079          |
| 2001 | 8844          |

## Geografie
De gemeente ligt op ongeveer 310 m boven zeeniveau.
Folignano grenst aan de volgende gemeenten: Ascoli Piceno, Civitella del Tronto (TE), Maltignano, Sant'Egidio alla Vibrata (TE).